# Daan de Groot
Daniël "Daan" de Groot (25 de maio de 1933 — 8 de janeiro de 1982) foi um ciclista holandês que representou os Países Baixos nos Jogos Olímpicos de Verão de 1952 em Helsinque, Finlândia.
Nos Jogos Olímpicos de 1952, De Groot foi eliminado nas quartas de final da perseguição por equipes de 4 km, ao lado de Adrie Voorting, Jan Plantaz e Jules Maenen. Em 1954, tornou-se um ciclista de estrada profissional, que permaneceu até 1962.
De Groot correu em pista e estrada, obtendo oito vitórias, incluindo uma etapa do Tour de France 1955 e o Campeonato dos Países Baixos de Perseguição.
Sua irmã, Jannie, competiu como nadadora para os Países Baixos nos Jogos Olímpicos de Verão de 1948 em Londres. De Groot cometeu suicídio em 1982, um ano após a morte de sua esposa.